# Mattias Asper
Nils Mattias Joacim Asper (født 20. marts 1974 i Sölvesborg, Sverige) er en svensk tidligere fodboldspiller (målmand), der mellem 1999 og 2002 spillede tre kampe for Sveriges landshold. Han var en del af den svenske trup til EM 2000 i Belgien/Holland, men kom dog ikke på banen i turneringen, hvor holdet blev slået ud efter det indledende gruppespil.
På klubplan spillede Asper størstedelen af sin karriere i hjemlandet, hvor han blandt andet repræsenterede Mjällby AIF, AIK og Malmö FF. Han vandt det svenske mesterskab med både AIK og Malmö. Han havde også udlandsophold i både Norge, Tyrkiet og Spanien.

## Titler
Allsvenskan
- 1998 med AIK
- 2004 med Malmö FF

Svenska Cupen
- 1999 med AIK